# City (樂隊)
City是一个德国摇滚乐队，于1972年组建于东柏林，1978年推出出道专辑，當中就含有单曲《在窗边》（Am Fenster）。
乐队成立之初名为“柏林城市乐队”（City Band Berlin）。从1972年组建以来，乐队阵容更迭频繁，直到1976年阵容才稳定下来。他们于此时更名为“城市摇滚乐队”（City Rock Band），该名称最终简化为“城市”（City）。城市乐队在东德举行了大量巡演，并于1978年得到了录制专辑的机会。
乐队推出了歌曲《在窗边》（Am Fenster），该歌曲源自一次录音室即兴演奏（jam session）。最终该作品由三段连结而成，时长17分钟（另有时长4分钟的广播版本）。歌曲一经发售便在东德流行起来，歌曲亦在西德取得了成功，甚至在希腊等国也颇为流行。凭借《在窗边》的成功，城市乐队卖出了50万份专辑。2019年，《在窗边》被一评委会投票选为东德历史最佳歌曲。